# 키쿠유어 위키백과

키쿠유어 위키백과는 키쿠유어로 운영되는 위키백과 언어판이다. 2004년 8월 8일에 시작되었다. 기호는 ki이다.